# Остров Принца Эдуарда (национальный парк)
Национальный парк острова принца Эдуарда (англ. Prince Edward Island National Park, фр. Parc national de l'Île-du-Prince-Édouard) — национальный парк Канады, расположенный на севере канадской провинции Остров Принца Эдуарда.

## Физико-географическая характеристика
Парк расположен на северном побережье острова Принца Эдуарда на территории между Кавендишем (Cavendish) и Далвэйем (Dalvay). Парк призван защищать песчаные дюны, карьеры и пляжи, а также заболоченные солёной водой территории.
Разнообразный песчаный ландшафт был сформирован в результате эрозии, ветров и волн, которые позволили аккумулировать большое количество песчаника на территории. Ландшафт очень нестабилен, он сохраняется благодаря различным растениям и их корневой системе. Вместе с тем, песчаные дюны служат естественной преградой на пути волн с моря.
В 1998 году территория парка была расширена: к нему была присоединена западная часть полуострова Гринвич, отделяющего залив Сент-Питерс от залива Святого Лаврентия. На новой охраняемой территории находится очень крупная движущаяся дюна параболической формы, которая носит название Gegenwälle.
В парке имеется несколько барашуа — солёных лагун, отделённых от моря узкой намытой полосой земли или песка.

## Флора и фауна
Песчаные дюны парка сохраняются благодаря песколюбке (Ammophila (Agrostidinae)). Её корни, переплетаясь, укрепляют дюны и позволяют песку оставаться на месте. Вместе с тем данный покров очень хрупок и легко подвергается вытаптыванию. По мнению учёных, достаточно десять раз пройти по участку, чтобы разрушить его травяной покров, после чего ветер начинает выдувать с участка песок, образуя большие разрывы, которые приводят к нестабильности песчаных дюн. Для туристов в парке проложены специальные тропы, которые предотвращают вытаптывание и выдувание дюн.
Основным растением на более твёрдых почвах парка является шиповник иглистый (Rosa acicularis). В лесах растут ели и берёзы.
В болотах на территории парка останавливаются во время миграции более 300 видов птиц. Такие виды, как большая голубая цапля (Ardea herodias) и желтоногий зуёк (Charadrius melodus) гнездятся и выводят потомство. В песчаных дюнах выводит своё потомство обыкновенная лисица (Vulpes vulpes), в лесах водятся еноты, скунсы, выдры и хорьки.